# 谈店乡
谈店乡，是中华人民共和国河南省信阳市潢川县下辖的一个乡镇级行政单位。

## 行政区划
谈店乡下辖以下地区：
牌坊村、老君台村、小吕河村、大吕河村、尤树店村、毛集村、长岗村、朱寨村、谈店村、小吕店村、刘营村、林营村、陈堰村、李小集村、吴寨村、万营村、老李店村、杨寨村、邬港村和李堰头村。